# اندیس خانجار رشم سر کویر
خانجار رشم سر کویر یک اندیس فلزی است که در حوالی شهر معلمان استان سمنان قرار دارد و مادهٔ معدنی موجود در آن، سرب و روی است.  